# (37151) 2000 VF55
2000 VF55 (asteroide 37151) é um asteroide da cintura principal. Possui uma excentricidade de 0.18820410 e uma inclinação de 7.63416º.
Este asteroide foi descoberto no dia 3 de novembro de 2000 por LINEAR em Socorro.